# Kabinet-Pierson
Het kabinet-Pierson was een Nederlands kabinet, dat regeerde van 1897 tot 1901. Het kabinet bestond uit conservatieve en gematigd vooruitstrevende liberalen, waarbij de gematigd vooruitstrevende liberalen (van de partij Liberale Unie) in de meerderheid waren (alleen de minister van Buitenlandse zaken was conservatief-liberaal). Het kabinet had de bijnaam het kabinet van sociale rechtvaardigheid.

## Bijzonderheden
Op 31 augustus 1898 wordt koningin Wilhelmina meerderjarig en eindigt het regentschap van regentes Emma.
Minister De Beaufort spant zich erg in voor de Haagse Vredesconferentie in 1899. De deelname van het Vaticaan en van de Zuid-Afrikaanse Boerenrepublieken ligt daarbij erg gevoelig. Resultaat van de conferentie is de instelling van een Permanent Hof van Arbitrage.
In 1900 verwerpt de Eerste Kamer de ontwerp-Ongevallenwet van minister Lely, omdat zij de organisatie te centralistisch acht. Een tweede ontwerp, waarin meer wordt overgelaten aan het bedrijfsleven, haalt het wel.
Nederland zendt na de Engelse overwinning in Zuid-Afrika een oorlogsschip naar Zuid-Afrika om de president van Transvaal, Paul Kruger, op te halen en naar Europa te brengen.
De koningin trouwt in februari 1901 met de Duitse (Mecklenburgse) prins Heinrich, die na zijn huwelijk prins Hendrik heet.
Het kabinet-Pierson heeft een aantal belangrijke wetten tot stand gebracht. Enkele bekende wetten zijn:
- Indische mijnwet (1899)
- Waterstaatswet (1900)
- Leerplichtwet (1900)
- Woningwet (1901)
- Wet op de algemene dienstplicht (1901) (NB. deze wet werd oorspronkelijk verworpen door de Tweede Kamer, waarop minister Eland aftrad. Zijn opvolger slaagde erin een veel verdergaande wet wel door de Tweede Kamer te krijgen).
- Ongevallenwet (1901)
- Gezondheidswet (1901)
- Militiewet (1901)
- Kinderwetgeving (1901)

Veel van deze wetten vormden de basis van latere wetten.

## Ambtsbekleders
| Ambtsbekleders                             | Ambtsbekleders                | Ambtsbekleders                                         | Ministers / Ministerie | Ministers / Ministerie           | Termijn                                         | Partij                     |
| ------------------------------------------ | ----------------------------- | ------------------------------------------------------ | ---------------------- | -------------------------------- | ----------------------------------------------- | -------------------------- |
|                                            | N.G. (Nicolaas) Pierson       | mr. N.G. (Nicolaas) Pierson (1839–1909)                | Voorzitter             | Voorzitter                       | 27 juli 1897 – 1 augustus 1901                  | LU                         |
| Minister                                   | N.G. (Nicolaas) Pierson       | mr. N.G. (Nicolaas) Pierson (1839–1909)                | Financiën              |                                  | 27 juli 1897 – 1 augustus 1901                  | LU                         |
|                                            | H. (Hendrik) Goeman Borgesius | mr.dr. H. (Hendrik) Goeman Borgesius (1847–1917)       | Minister               | Binnenlandse Zaken               | 27 juli 1897 – 1 augustus 1901                  | LU                         |
|                                            | W.H. (Willem) de Beaufort     | mr. W.H. (Willem) de Beaufort (1845–1918)              | Minister               | Buitenlandse Zaken               | 27 juli 1897 – 1 augustus 1901                  | O (Conservatief- Liberaal) |
|                                            | Pieter Cort van der Linden    | mr.dr. P.W.A. (Pieter) Cort van der Linden (1846–1935) | Minister               | Justitie                         | 27 juli 1897 – 1 augustus 1901                  | O (Liberaal)               |
|                                            | C. Cornelis Lely              | C. (Cornelis) Lely (1854–1929)                         | Minister               | Waterstaat, Handel en Nijverheid | 27 juli 1897 – 1 August 1901                    | LU                         |
|                                            | J.C. Jansen                   | J.C. Jansen (1840–1925)                                | Minister               | Oorlog                           | 27 juli 1897 – 31 juli 1897 (waarnemend)        | LU                         |
|                                            | K. (Kornelis) Eland           | luitenant-generaal K. (Kornelis) Eland (1838–1927)     | Minister               | Oorlog                           | 31 juli 1897 – 1 april 1901 (afgetreden)        | LU                         |
|                                            | A. (Arthur) Kool              | luitenant-generaal A. (Arthur) Kool (1841–1914)        | Minister               | Oorlog                           | 1 april 1901 – 1 augustus 1901                  | LU                         |
|                                            | J.C. Jansen                   | J.C. Jansen (1840–1925)                                | Minister               | Marine                           | 27 juli 1897 – 22 december 1897 (afgetreden)    | LU                         |
|                                            | K. (Kornelis) Eland           | luitenant-generaal K. (Kornelis) Eland (1838–1927)     | Minister               | Marine                           | 22 december 1897 – 12 januari 1898 (waarnemend) | LU                         |
|                                            | J.A. (Jacob) Röell            | viceadmiraal jhr. J.A. (Jacob) Röell (1838–1924)       | Minister               | Marine                           | 12 januari 1898 – 1 augustus 1901               | O (Liberaal)               |
|                                            | J.Th. (Jacob Theodoor) Cremer | J.Th. (Jacob Theodoor) Cremer (1847–1923)              | Minister               | Koloniën                         | 27 juli 1897 – 1 augustus 1901                  | LU                         |
| Bron: Kabinet-Pierson Parlement & Politiek |                               |                                                        |                        |                                  |                                                 |                            |

## Mutaties
Al kort na het optreden van het kabinet treedt minister Jansen van Marine af, omdat de Tweede Kamer zijn voorstel voor uitbreiding van de marinevloot afwijst.
Minister Eland van Oorlog lijdt begin 1901 een nederlaag in de Tweede Kamer. De minister kan zich niet verenigen met een amendement-Van Gilse dat er bij aanneming toe zou leiden dat een kortere diensttijd in de wet wordt vastgelegd. Als het amendement inderdaad wordt aangenomen, neemt Eland ontslag.
Zijn opvolger, generaal Kool, weet een nieuw voorstel wel door de Kamer te loodsen. Hij doet dat zo bekwaam, dat de wet ten aanzien van de diensttijd zelfs verder gaat dan het wetsvoorstel van Eland.

## Geschiedschrijving
Door de bijnaam het kabinet van sociale rechtvaardigheid wordt het kabinet-Pierson nog met enige regelmaat besproken in de context van hedendaagse politiek. Emeritus hoogleraar parlementaire geschiedenis Joop van den Berg noemde het kabinet-Pierson 'het perfecte kabinet', omdat de prestaties behoorden tot 'de grootste en meest blijvende die ooit door een regering zijn tot stand gebracht'.
De Mr. Hans van Mierlo Stichting, het wetenschappelijk bureau van D66, publiceerde een boek geïnspireerd op het kabinet: Naar een nieuw kabinet van sociale rechtvaardigheid. Een programma van urgentie voor arbeid, technologie, wonen, onderwijs & democratie in een nieuwe tijd (Boom, 2021).
Schimmelpenninck ·
De Kempenaer-Donker Curtius ·
Thorbecke I ·
Van Hall-Donker Curtius ·
Van der Brugghen ·
Rochussen ·
Van Hall-Van Heemstra ·
Van Zuylen van Nijevelt-Van Heemstra ·
Thorbecke II ·
Fransen van de Putte ·
Van Zuylen van Nijevelt ·
Van Bosse-Fock ·
Thorbecke III ·
De Vries-Fransen van de Putte ·
Heemskerk-Van Lynden van Sandenburg ·
Kappeyne van de Coppello ·
Van Lynden van Sandenburg ·
Heemskerk Azn. ·
Mackay ·
Van Tienhoven ·
Röell ·
Pierson ·
Kuyper ·
De Meester ·
Heemskerk ·
Cort van der Linden ·
Ruijs de Beerenbrouck I ·
Ruijs de Beerenbrouck II ·
Colijn I ·
De Geer I ·
Ruijs de Beerenbrouck III ·
Colijn II ·
Colijn III ·
Colijn IV ·
Colijn V ·
De Geer II ·
Gerbrandy I ·
Gerbrandy II ·
Gerbrandy III ·
Schermerhorn-Drees ·
Beel I ·
Drees-Van Schaik ·
Drees I ·
Drees II ·
Drees III ·
Beel II* ·
De Quay ·
Marijnen ·
Cals ·
Zijlstra* ·
De Jong ·
Biesheuvel I ·
Biesheuvel II* ·
Den Uyl ·
Van Agt I ·
Van Agt II ·
Van Agt III* ·
Lubbers I ·
Lubbers II ·
Lubbers III ·
Kok I ·
Kok II ·
Balkenende I ·
Balkenende II ·
Balkenende III* · 
Balkenende IV ·
Rutte I ·
Rutte II · 
Rutte III ·
Rutte IV ·  
Schoof

* rompkabinet